# الحزب العربي للعدل والمساواة
الحزب العربي للعدل والمساواة هو حزب سياسي مصري تأسس عام 2011 عقب ثورة 25 يناير. ومن المحافظات التي ينشط فيها الفيوم ومطروح والوادي الجديد.

## القيادات
قيادات الحزب عند ابتداء انتخابات مجلس الشعب 2011 كالآتي:
- علي فريج راشد سلام (رئيس)
- حسب الله الكفراوي (رئيس فخري)
- محمد مبارك الرشيدي (أمين عام)
- هدى زكريا (رئيس المجلس الإستشاري)
- خالد عبد الحميد (النائب الأول)
- سالم أبو رجب (نائب الرئيس لشئون المحافظات)
- محمد لطفي (أمين السياسات والعضوية)

## البرنامج
الأهداف السياسية للحزب كالآتي:
- الارتقاء بمستوى الصحة، ورفع الإنفاق على الرعاية الصحية إلى 15٪ تدريجياً، من خلال فرض ضرائب غير مباشرة على الصناعات الملوثة والمواد الضارة.
- تطبيق وتفعيل مبدأ مجانية التعليم، بما يتناسب مع متطلبات العصر، وتحقيق نهضة شاملة، وتحسين أوضاع المعلم والارتقاء بمستواه العلمي، والقضاء على ظاهرة الدروس الخصوصية، والاهتمام بنشر الكتاتيب في القرى والنجوع للقضاء على الأمية، مع رفع مخصصات التعليم في مصر لتصل إلى 15٪، والاهتمام بالبحث العلمي ورصد الاعتمادات اللازمة له لتطويره بتخصيص 10٪ من ميزانية الدولة لهذا الغرض تدريجياً، ووأد الطائفية من خلال الاهتمام بالتربية الدينية لتصبح مادة رئيسية وتدريس مبدأ الديانتين الإسلام والمسيحية لجميع الطلاب من مسلمين ومسيحيين حتى المرحلة الثانوية لنشر روح التسامح وقبول الآخر.
- الاعتماد على القطاع العام جنباً إلى جنب مع الاستثمارات الخاصة المرتبطة بالأمن القومي وفي مقدماتها التعليم والتسليح والأبحاث العلمية والتكنولوجيا وصناعة الأدوية والصناعات الكيماوية، مع تهيئة كل الأسباب التي تكفؤ له الفاعلية. وتعمير سيناء لتأمين الحدود الشرقية، ومحافظات الحدود مثل محافظة مطروح ومحافظة الوادي الجديد ومحافظة البحر الأحمر، بما يوفر فرص للاستثمار والعمل والإقامة تكفي قرابة 3 ملايين أسرة.
- يؤمن بإمكانية مصر في أن تلعب دوراً قيادياً رائداً يستعيد لها مكانتها الإقليمية والدولية، على مستوى الدوائر العربية والإفريقية والإسلامية ودول حوض النيل. وحل المجالس المحلية واستبدالها بنظام البلديات المعمول به في أنحاء العالم، لتوسيع رقعة المشاركة الشعبية في مجال الخدمات، أو في حالة إبقائها فمنحها سلطات تمارس من خلالها الرقابة الشعبية الحقيقية على الجهاز التنفيذي، مع منحها سلطة الاستجواب وسحب الثقة والحصانة باعتبارها تمثل سلطة الشعب الحقيقية. ودعم القضاء العرفي والشعبي للمساهمة في حل النزاعات بين الأفراد والعائلات والعشائر بما لا يتعارض والقوانين المدنية للدولة. الاهتمام بحسم قضية فلسطين، باعتبارها قضية الأمة العربية وقضية أمن قومي لمصر، باستعادة الفلسطينيي أرضهم، وإقامة دولتهم بالطرق المشروعة، والضغط الدولي على إسرائيل. والتأكيد على أنّ الشباب هو عماد الثروة لمصر، وبقدر إصلاح أحوالهم بقدر ما تكون مصر أفضل، كما أنّ الاهتمام بالمرأة وقضاياها هو الاهتمام بالمجتمع بأكمله، فيرى ضرورة إشراك المرأة والشباب بفاعلية لإبداء آرائهم فيما يحدث بالبلاد وتحديد مستقبلها، من خلال مجالس متخصصة ومفعَّلة.
- في مجال الرعاية الاجتماعية، إرساء مبادئ الديمقراطية والحرية ونشر روح المواطنة، في إطار العدالة الاجتماعية القائمة على مبدأ تكافؤ الفرص، ويكون عنصراً فعالاً في الحياة السياسية والاجتماعية والثقافية والاقتصادية، بإنشاء هيئة قومية للعدالة الاجتماعية تضم كبار رجال الفكر والدين والسياسة وأساتذة الجامعات.

## المواقف
- تعليقاً على أحداث نوفمبر 2011: إدانة استخدام العنف المفرط والغير مبرر ضد المتظاهرين السلميين العزل، والتأكيد على حق التظاهر ودعم الحزب لمسيرة الشعب والثورة لتحقيق أهدافها كاملة - «ولذا نطالب المجلس العسكري بالاطلاع بمسئولياته التاريخية وتشكيل حكومة انقاذ وطني وتحديد موعد واضح لتسليم السلطة... قطاعات كبيرة من جهاز الشرطة لم تصل إليها رسالة الثورة المصرية وأنها تعاملت مع الأحداث، كما تعامل معها النظام السابق ولابد من معرفة المسئول عن شهداء التحرير هذه المرة ولا بد من عقاب المسئول عن هذه الأحداث فورا»، والدعوة إلى اجتماع كافة القوى السياسية والتوحد لحماية الثورة وتحقيق اهدافها كاملة.[5]

## الانتقادات
اتُّهم ضمن حملة «إمسك فلول» بأنّ قوائمه يخترقها فلول، وبالتحديد مرشح سابق للحزب الوطني (عصام فايد) ولكن الحزب نفى كون فايد عضواً للحزب المنحل.